# Fábrica Carmen
A Fábrica União Mercantil, mais conhecida como Fábrica Carmen foi a primeira fábrica do estado de Alagoas e a primeira têxtil do Nordeste e foi uma das mais antigas do Brasil e foi uma das mais antigas ainda em operação (funcionou por cerca de 152 anos).
Em 1850 a região passou a receber as primeira edificações da futura fábrica.
Em 1857 foi fundada a Sociedade Anônima Companhia União Mercantil. Entre os envolvidos na fundação da companhia e da futura fábrica estava o comendador Jacintho Nunes Leite e Tibúrcio Alves de Carvalho. A Fábrica de tecidos Carmen iniciou suas atividades em 1 de setembro de 1863, em Fernão Velho, e encerrou-as 140 anos depois. Em 1870 o Barão de Jaraguá faleceu e a fábrica se encontrava em dificuldades financeiras, sendo vendida ao Comendador Jacintho Nunes Leite. Em 1890 a fábrica passou a pertencer ao português José Teixeira Machado e em 1938 após uma crise nacional da indústria têxtil passou a pertencer a família Leão.
O comendador construiu uma estrada ligando a região de Fernão Velho até o centro de Maceió.
Em 1908 o comendador era gerente da fábrica. Na mesma época a fábrica teve como diretor técnico o filho do comendador, engenheiro Jacintho leite Filho.
A companhia têxtil foi posteriormente vendida à família do empresário Othon Bezerra de Melo em 1943, recebendo também um novo nome, Fábrica Carmen.
A localidade só se tornou bairro em 2000, e a fábrica era uma das principais atividades econômicas do local.
A fábrica chegou a operar com mais de 5 mil operários e encerrou as suas atividades em 2010.
A prefeitura de Maceió visa transformar a região da fábrica que possui cerca de 10,7 hectares em uma parque ambiental e museu ecológico e criar um museu para expor os documentos e equipamentos históricos.